# Eleanore Sullivan
Anna Eleanore Sullivan, nata Eleonora Franchi (Lucca, 12 giugno 1750 – 14 settembre 1833), è stata una cortigiana italiana.
È nota per la sua relazione con Axel von Fersen, il presunto amante della regina di Francia Maria Antonietta. Fu una delle partecipanti, con la collaborazione di von Fersen, alla famosa fuga di Varennes, il tentativo della famiglia reale francese di lasciare la Francia durante le prime fasi della Rivoluzione Francese, il 21 giugno 1791.

## Biografia
Eleonora Franchi era la figlia di un sarto lucchese. Risulta attiva come danzatrice e all'età di 15 anni sposò un ballerino di una compagnia girovaga, Martini, ma ne rimase vedova dopo poco. Conobbe Carlo Eugenio, Duca di Württemberg durante il Carnevale di Venezia, e ne diventò l'amante. Ebbero due figli: Eugen Franchi, nato il 5 ottobre 1768, e Eleonore Franchi, nata il 17 gennaio 1771, che venne nominata Freiin di Franquemont. Attiva come cortigiana, Eleanore ad un certo punto divenne l'amante di Giuseppe II, Imperatore del Sacro Romano Impero, ma venne allontanata dalla madre dell'Imperatore, Maria Teresa d'Austria. A Parigi sposò un ufficiale chiamato Sullivan e lo seguì fino in India. Una volta là, incontrò il letterato Quintin Craufurd e ne divenne l'amante, per poi ritornare in Europa con lui.
Dal 1780 visse a Parigi con Craufurd come sua mantenuta in Rue de Clichy, e ben presto il suo fascino attirò l'attenzione della nobiltà locale. Dal 1789 al 1799, Hans Axel von Fersen, un amico di Craufurd, ebbe una relazione sessuale con lei, e da questo momento Eleanore divenne intima dell'ambiente di corte. La loro relazione è stata analizzata da quei biografi e storici che desideravano chiarire se Axel von Fersen e Maria Antonietta avessero mai fisicamente consumato la loro relazione. Il rapporto di Fersen con la Sullivan è confermato essere stato di natura sessuale, e la sorella e confidente di van Fersen Sophie rimproverava a quest'ultimo la grave minaccia per i sentimenti di Maria Antonietta: "Spero davvero che lei non lo scoprirà mai, perché le darebbe un grande dolore ", e:" Pensa a Lei, poveretta, risparmiale tali dolori mortali! ".
Sophie von Fersen era confidente di suo fratello per il suo rapporto d'amore con Maria Antonietta, proprio come lui era il confidente della sorella nella sua relazione extraconiugale con il barone Evert Taube. Nella loro corrispondenza, di solito ci si riferiva a Maria Antonietta semplicemente come "Lei" con una lettera maiuscola.  In considerazione della reputazione della defunta regina Maria Antonietta, la corrispondenza di Axel von Fersen fu in seguito censurata e in qualche misura addirittura bruciata, poiché includeva materiale che era considerato dannoso per la reputazione della defunta regina.
Nel 1791, Eleanore e Craufurd furono invitati a far parte del gruppo ristretto che partecipò ed elaborò la Fuga a Varennes, cosa che accettarono. Craufurd nascose nella sua scuderia la carrozza che doveva essere usata dalla famiglia reale, mentre Eleanore Sullivan finanziò la fuga fornendo un terzo del denaro necessario. I due poi arrivarono sani e salvi a Bruxelles, mentre la fuga della famiglia reale fallì per una serie di errori a Varennes. Sullivan e Craufurd in seguito tornarono a Parigi. Nel 1792, Axel von Fersen ritornò segretamente a Parigi nel tentativo di organizzare un'altra fuga per la famiglia reale, durante la quale fu nascosto da Eleanore Sullivan usando il nome di Eugen Franchi, figlio illegittimo dal Duca di Württemberg. Tuttavia, non fu possibile organizzare ulteriori tentativi di fuga. In quell'anno la figlia di Sullivan sposò Jean François Louis Marie Albert Gaspard Grimod, conte d'Orsay (15 giugno 1772 - 26 dicembre 1843), da cui ebbe figli.
Eleanore Sullivan e Quintin Craufurd lasciarono la Francia per i Paesi Bassi austriaci dopo questi eventi. Intorno al 1794, suo figlio morì, non sposato e senza discendenza. Sua figlia morì nel suo stesso anno di morte.